# 9:e världsjamboreen
Den 9:e världsjamboreen hölls i Sutton Coldfield i Storbritannien 1957. För att fira den femtionde årsdagen av det första Scoutlägret på Brownsea Island och Robert Baden-Powells hundraårsdag kombinerade man jamboreen med World Scout Indaba och World Scout Moot. Deltagarantalet var 33 000 scouter, vilka kom från 90 länder och de stannade i tolv dagar.